# Dolmen La Pierre qui Tourne (Morancez)

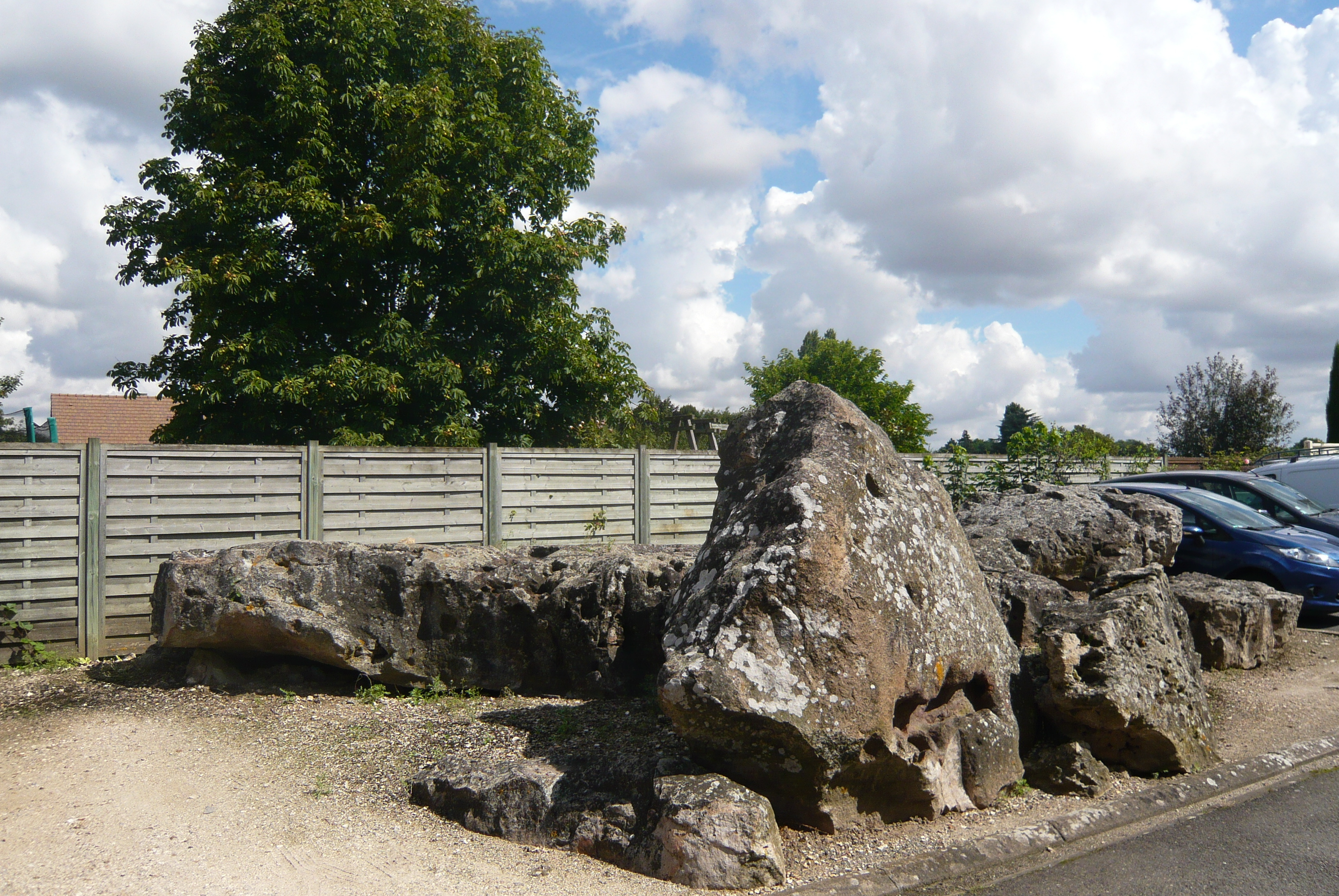
Pierre qui Tourne

Der Dolmen La Pierre qui Tourne (auch Dolmen von Morancez genannt) liegt in einer unwirklichen Kulisse auf dem Hof der „Residenz du Dolmen“ an der Straße D935 (38 Rue de Chartres) in Morancez unmittelbar südlich von Chartres im Département Eure-et-Loir in Frankreich. Dolmen ist in Frankreich der Oberbegriff für neolithische Megalithanlagen aller Art (siehe: Französische Nomenklatur).
Der offensichtlich einmal sehr große Dolmen ist nicht mehr als ein großer Stapel Steine. Der etwa 7,0 Meter lange und 4,0 Meter breite Deckstein liegt mit ein paar anderen Steinen (einer davon stehend) auf dem Boden.
Der Dolmen aus dem Neolithikum ist seit 1983 als Monument historique eingestuft.
Ein Dolmen gleichen Namens Pierre qui Tourne (auch Septfontaines genannt) liegt in der Nekropole de Fort Bevaux in Andelot-Blancheville bei Chaumont im Département Haute-Marne und ein weiterer in Champey im Département Haute-Saône. 